# Wyspy Normandzkie

Zdjęcie satelitarne Wysp Normandzkich, wykonane w 2018 r.

Położenie Wysp Normandzkich (zaznaczone okręgiem)

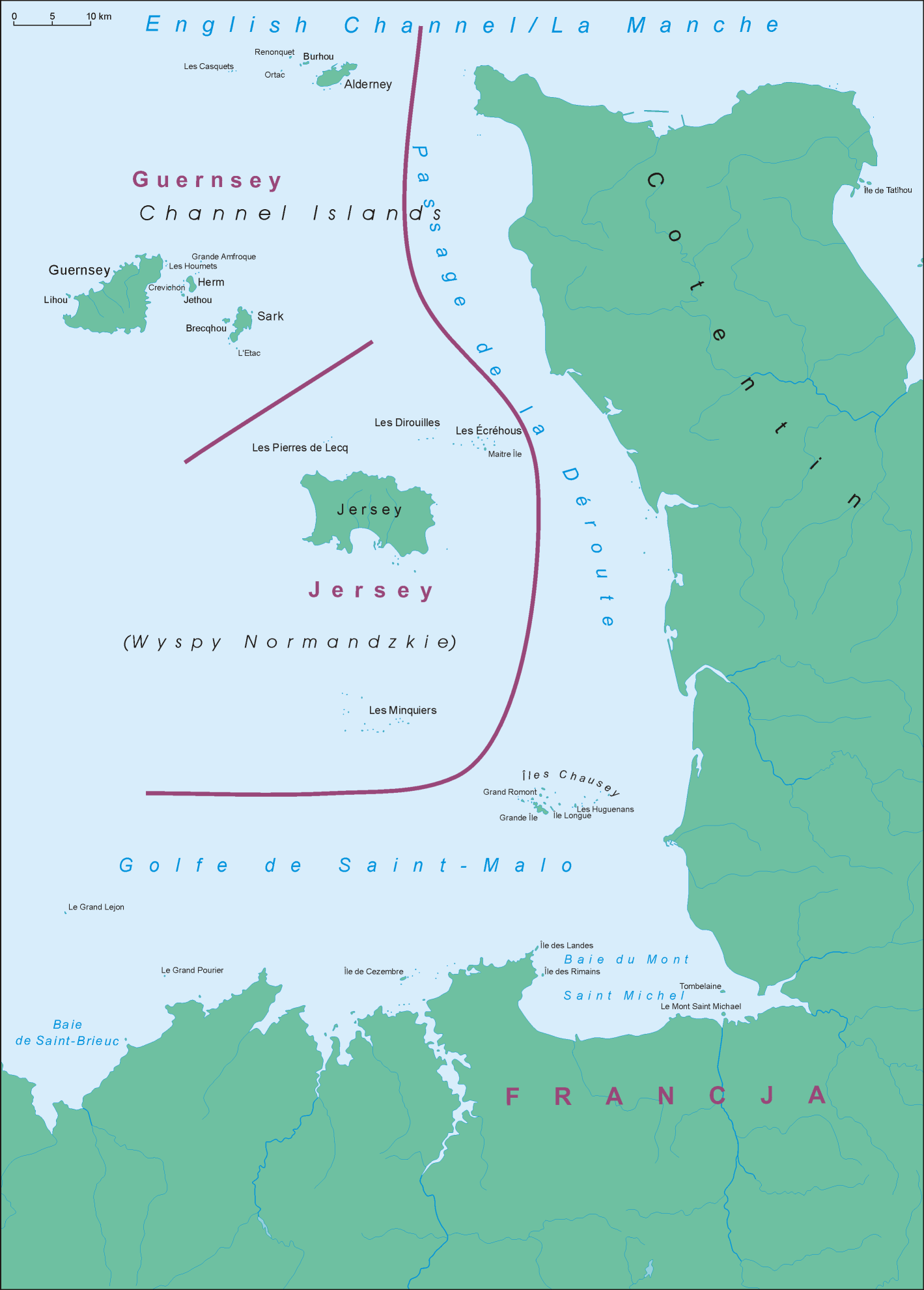
Mapa Wysp Normandzkich

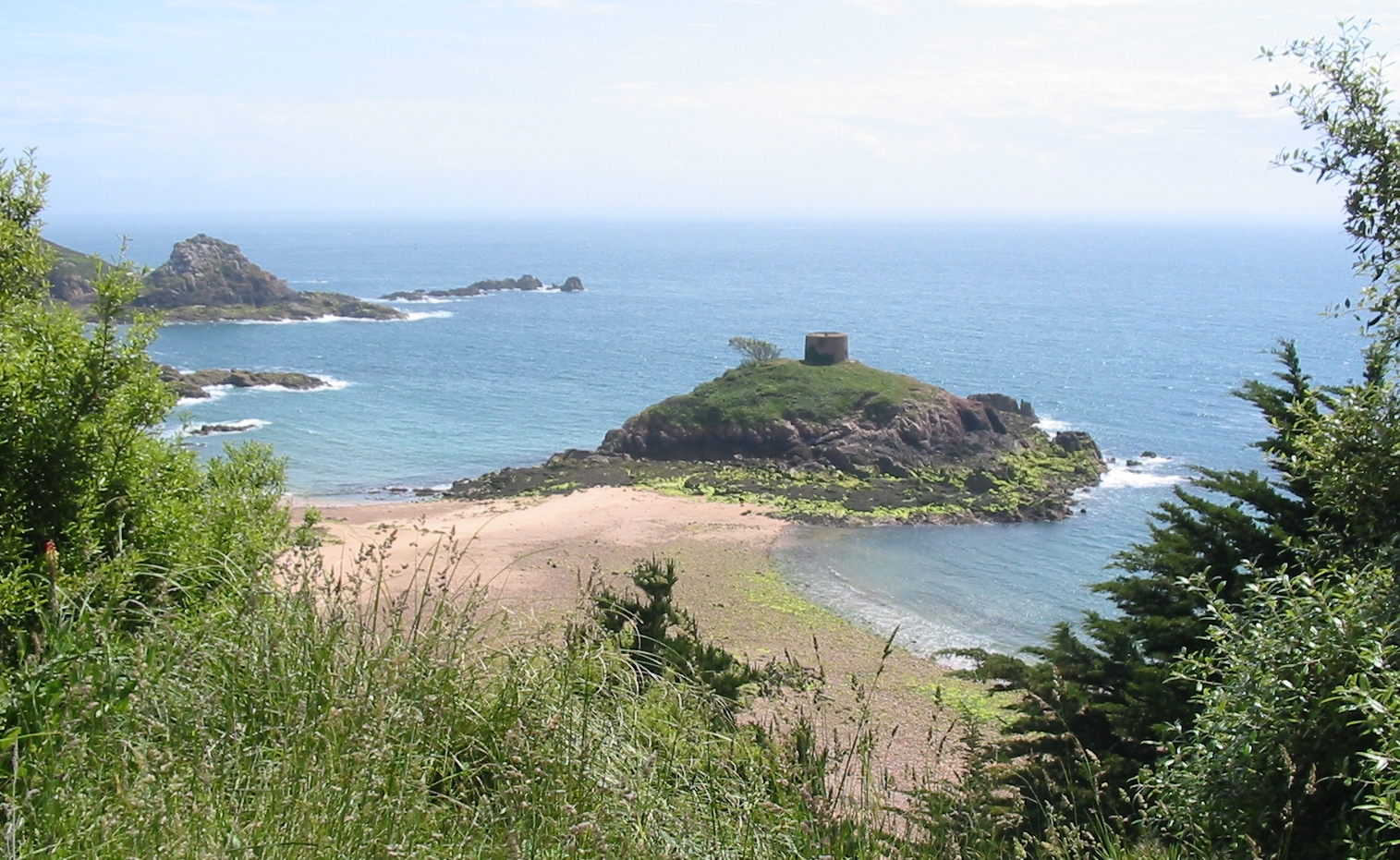
Wybrzeże Jersey

Wyspy Normandzkie (ang. Channel Islands, nd. Îles d’la Manche, fr. Îles Anglo-Normandes lub Îles de la Manche) – grupa wysp w kanale La Manche, u wybrzeży francuskiej Normandii. Liczba ludności w 2012 r. wynosiła 164 000 mieszkańców. 

## Charakterystyka
Wyspy te nie stanowią jednej jednostki politycznej – dzielą się na baliwaty (bailiwicks) Guernsey i Jersey. Nie są one częściami Zjednoczonego Królestwa ani koloniami, lecz podlegają bezpośrednio Koronie brytyjskiej (dependencje). Oba baliwaty posiadają własne parlamenty. Własny parlament ma również wyspa Sark.
Zamieszkanymi wyspami są Jersey, Guernsey, Alderney, Sark, Herm, Jethou, Brecqhou (Brechou) i Lihou. Z wyjątkiem Jersey należą one do baliwatu Guernsey. Niezamieszkane są Les Dirouilles, Les Écréhous, Les Minquiers i Les Pierres de Lecq, które należą do baliwatu Jersey, a także należące do baliwatu Guersney Burhou, Les Casquets, Ortac, Caquorobert, Crevichon, Les Hanois oraz Les Houmets. 

## Historia
W przeszłości Wyspy Normandzkie wchodziły w skład Księstwa Normandii. W 1066 r. książę Wilhelm Zdobywca podbił Anglię i został królem angielskim. W następnych latach posiadłości angielskie na kontynencie zostały utracone na rzecz Francji, jednak Wyspy Normandzkie pozostały w posiadaniu Korony.
W czasie II wojny światowej Wyspy Normandzkie znajdowały się pod okupacją niemiecką aż do kapitulacji Niemiec.

## Religia
Struktura religijna kraju w 2010 r. według Pew Research Center:
- anglikanizm – 66,2%
- katolicyzm – 18,5%
- brak religii – 14,2%
- inne religie – 1,1%.